# Тумакакорі (Аризона)
Тумакакорі (англ. Tumacacori) — переписна місцевість (CDP) в США, в окрузі Санта-Круз штату Аризона. Населення — 393 особи (2010).

## Географія
Тумакакорі розташоване за координатами 31°34′15″ пн. ш. 111°2′52″ зх. д. / 31.57083° пн. ш. 111.04778° зх. д. (31.570830, -111.047845).  За даними Бюро перепису населення США в 2010 році переписна місцевість мала площу 5,09 км², з яких 5,09 км² — суходіл та 0,00 км² — водойми.

## Демографія
Згідно з переписом 2010 року, у переписній місцевості мешкали 393 особи в 138 домогосподарствах у складі 79 родин. Густота населення становила 77 осіб/км².  Було 187 помешкань (37/км²).
Расовий склад населення:
| - 71,8 % — білих - 2,3 % — корінних американців - 0,8 % — чорних або афроамериканців - 0,3 % — азіатів - 23,2 % — осіб інших рас |

До двох чи більше рас належало 1,8 %. Частка іспаномовних становила 52,7 % від усіх жителів.
За віковим діапазоном населення розподілялося таким чином: 16,5 % — особи молодші 18 років, 65,2 % — особи у віці 18—64 років, 18,3 % — особи у віці 65 років та старші. Медіана віку мешканця становила 47,1 року. На 100 осіб жіночої статі у переписній місцевості припадало 92,6 чоловіків;  на 100 жінок у віці від 18 років та старших — 89,6 чоловіків також старших 18 років.
Середній дохід на одне домашнє господарство  становив 38 670 доларів США (медіана — 29 861), а середній дохід на одну сім'ю — 45 070 доларів (медіана — 38 875). За межею бідності перебувало 6,0 % осіб, у тому числі 0,0 % дітей у віці до 18 років та 0,0 % осіб у віці 65 років та старших.
Цивільне працевлаштоване населення становило 112 особи. Основні галузі зайнятості: роздрібна торгівля — 37,5 %, освіта, охорона здоров'я та соціальна допомога — 33,0 %, транспорт — 20,5 %, оптова торгівля — 8,9 %.